# Східний Конират (рудник)
Східний Конират (рудник) — колишнє гірничодобувне підприємство у Карагандинській області Казахстану, яке здійснювало розробку однойменного молібденового родовища.
Будівництво рудника на родовищі Східний Конират (Коунрад) почалося в серпні 1941-го, а в листопаді того ж року звідси отримали першу продукцію. Руду відправляли на Балхаську збагачувальну фабрику, звідки молібденовий концентрат потрапляв на Балхаський мідеплавильний завод, що видав першу партію молібдену у травні 1942-го. Є відомості, що в роки радянсько-німецької війни Східний Конират забезпечував 60 % виробництва молібдену в СРСР.
З кінця 1942-го видобуток вели підземним способом, при цьому відомо про існування шахт № 1 (запаси відпрацювані в 1952-му), № 7 та № 8 (запущені в 1950-му), № 10 (введена в 1952-му), № 12 (діяла з 1955-го). У 1945-му видобули 150 тисяч тонн руди, а за п'ять років цей показник зріс до 200 тисяч тонн.
Наразі запаси родовища Східний Конират уже відпрацьовані.
Організаційно рудник належав до Балхаського гірничо-металургійного комбінату.